# Bến Cầu, Tây Ninh
Bến Cầu là một xã thuộc tỉnh Tây Ninh, Việt Nam.

## Địa lý
Xã Bến Cầu có vị trí địa lý:

96 đơn vị hành chính cấp xã của tỉnh Tây Ninh năm 2025

- Phía đông giáp xã Phước Thạnh và phường Gò Dầu.
- Phía tây giáp xã Long Thuận và Vương quốc Campuchia.
- Phía nam giáp xã Phước Chỉ.
- Phía bắc giáp xã Long Chữ và xã Thạnh Đức.

Xã Bến Cầu có diện tích tự nhiên là 112,02 km², quy mô dân số năm 2025 là 49.228 người.

## Lịch sử
Trước đây, địa bàn thị trấn Bến Cầu là một phần của xã Lợi Thuận thuộc huyện Bến Cầu.
Ngày 20 tháng 8 năm 1999, thành lập thị trấn Bến Cầu trên cơ sở 638 ha diện tích tự nhiên và 5.555 nhân khẩu của xã Lợi Thuận.
Trong đợt cải cách hành chính Việt Nam năm 2025, theo Nghị quyết số 1682/NQ–UBTVQH15, thị trấn Bến Cầu và các xã An Thạnh, Tiên Thuận, Lợi Thuận thuộc huyện Bến Cầu sẽ được sáp nhập và thành lập xã Bến Cầu, tỉnh Tây Ninh.

## Hành chính
Thị trấn Bến Cầu được chia thành 4 khu phố: 1, 2, 3, 4.